# Кубок Австрії з футболу 1975—1976
Кубок Австрії з футболу 1975–1976 — 42-й розіграш кубкового футбольного турніру в Австрії. Титул вдев'яте здобув Рапід (Відень).

## Календар
| Раунд        | Дата                       | Матчі | Клуби   |
| ------------ | -------------------------- | ----- | ------- |
| Перший раунд | 2-3 серпня 1975            | 22    | 54 → 32 |
| 1/16 фіналу  | 15-17 серпня 1975          | 16    | 32 → 16 |
| 1/8 фіналу   | 21 лютого - 11 квітня 1976 | 8     | 16 → 8  |
| 1/4 фіналу   | 4 травня 1976              | 4     | 8 → 4   |
| 1/2 фіналу   | 11 травня 1976             | 2     | 4 → 2   |
| Фінал        | 2/8 червня 1976            | 2     | 2 → 1   |

## Перший раунд
| Команда 1            | Рахунок      | Команда 2               |
| -------------------- | ------------ | ----------------------- |
| 2-3 серпня 1975      |              |                         |
| ШВ Дорнбірн (3)      | 1:1*         | Зальцбургер 1914 (2)    |
| ШК Заальфельден (3)  | 0:3          | Шварц-Вайсс Брегенц (3) |
| Бюрмооз (3)          | 1:4          | ФК Дорнбірн (2)         |
| Кундль (3)           | 4:1          | АШК Зальцбург (3)       |
| АТШВ Вольфсберг (4)  | 4:0          | Бішофсгофен (3)         |
| Куфштайн (3)         | 0:3          | Аустрія (Лустенау) (3)  |
| Форвертс (Штайр) (3) | 2:0          | Гайд Штоккерау (2)      |
| Фельдбах (4)         | 1:1*         | Вольфсбергер (2)        |
| Траун (3)            | 0:2          | Кремсер (3)             |
| Реннвег (4)          | 0:1          | Айзенштадт (2)          |
| Геттелдорфер (4)     | 3:0          | Кіттзее (3)             |
| Ліцен (3)            | 0:2          | Рапід (Лієнц) (2)       |
| ШФ Санкт-Файт (2)    | 0:2          | Тульн (2)               |
| АТУШ Бернбах (4)     | 0:1 дч       | Філлахер (2)            |
| Гюззінг (4)          | 2:3          | Ферст Вієнна (2)        |
| Рудершдорф (4)       | 3:0          | Швехат (3)              |
| Вайдгофен/Іббс (3)   | 0:2          | Вінер Шпорт-Клуб (2)    |
| Белерверк (3)        | 2:3          | Вінер-Нойштадт (2)      |
| ШКА Санкт-Файт (3)   | 0:1 дч       | Капфенберг (2)          |
| Санкт-Магдалена (3)  | 0:0 пен. 4:2 | Донавіц (Леобен) (2)    |
| Уніон (Вельс) (3)    | 0:3 дч       | Зіммерингер (2)         |
| ШК Інсбруккер (4)    | 4:0          | Ретія (Блуденц) (2)     |

* - переміг отримав клуб, що грав на виїзді (за рахунок гола, забитого на виїзді).

## 1/16 фіналу
| Команда 1               | Рахунок | Команда 2            |
| ----------------------- | ------- | -------------------- |
| 15 серпня 1975          |         |                      |
| Шварц-Вайсс Брегенц (3) | 0:2     | Аустрія (Зальцбург)  |
| Зальцбургер 1914 (2)    | 1:1*    | ФК Дорнбірн (2)      |
| АТШВ Вольфсберг (4)     | 3:4     | ЛАСК Лінц            |
| Зіммерингер (2)         | 2:2*    | Вінер-Нойштадт (2)   |
| Капфенберг (2)          | 1:3     | Грацер               |
| Санкт-Магдалена (3)     | 1:2     | ФОЕСТ (Лінц)         |
| Тульн (2)               | 4:3     | Аустрія-ВАК (Відень) |
| 16 серпня 1975          |         |                      |
| Ферст Вієнна (2)        | 0:2     | Айзенштадт (2)       |
| Кремсер (3)             | 2:4     | Вінер Шпорт-Клуб (2) |
| Рапід (Лієнц) (2)       | 2:1     | Вольфсбергер (2)     |
| Рудершдорф (4)          | 1:5     | Рапід (Відень)       |
| Геттелдорфер (4)        | 1:3     | Адміра/Ваккер        |
| Аустрія (Лустенау) (3)  | 0:3     | Ваккер (Інсбрук)     |
| Філлахер (2)            | 2:1     | Аустрія (Клагенфурт) |
| 17 серпня 1975          |         |                      |
| ШК Інсбруккер (4)       | 2:1     | Кундль (3)           |
| Форвертс (Штайр) (3)    | 0:1     | Штурм                |

* - переміг отримав клуб, що грав на виїзді (за рахунок гола, забитого на виїзді).

## 1/8 фіналу
| Команда 1          | Рахунок      | Команда 2            |
| ------------------ | ------------ | -------------------- |
| 21 лютого 1976     |              |                      |
| Штурм              | 3:2          | Аустрія (Зальцбург)  |
| 9 квітня 1976      |              |                      |
| Грацер             | 1:2          | Вінер Шпорт-Клуб (2) |
| Айзенштадт (2)     | 1:2          | Рапід (Відень)       |
| 10 квітня 1976     |              |                      |
| ФК Дорнбірн (2)    | 3:2          | Тульн (2)            |
| Рапід (Лієнц) (2)  | 1:0          | ЛАСК Лінц            |
| Ваккер (Інсбрук)   | 0:0 пен. 4:3 | Адміра/Ваккер        |
| Вінер-Нойштадт (2) | 0:1          | Філлахер (2)         |
| 11 квітня 1976     |              |                      |
| ШК Інсбруккер (4)  | 0:1          | ФОЕСТ (Лінц)         |

## 1/4 фіналу
| Команда 1         | Рахунок | Команда 2            |
| ----------------- | ------- | -------------------- |
| 4 травня 1976     |         |                      |
| Рапід (Відень)    | 2:1     | Філлахер (2)         |
| Рапід (Лієнц) (2) | 3:1     | Вінер Шпорт-Клуб (2) |
| Ваккер (Інсбрук)  | 2:0     | Штурм                |
| ФК Дорнбірн (2)   | 2:2*    | ФОЕСТ (Лінц)         |

* - переміг отримав клуб, що грав на виїзді (за рахунок гола, забитого на виїзді).

## 1/2 фіналу
| Команда 1        | Рахунок | Команда 2         |
| ---------------- | ------- | ----------------- |
| 11 травня 1976   |         |                   |
| Рапід (Відень)   | 3:1     | ФОЕСТ (Лінц)      |
| Ваккер (Інсбрук) | 2:1     | Рапід (Лієнц) (2) |

## Фінал
| Команда 1        | Заг.    | Команда 2      | 1-й матч | 2-й матч |
| ---------------- | ------- | -------------- | -------- | -------- |
| 2/8 червня 1976  |         |                |          |          |
| Ваккер (Інсбрук) | 2:2 (ч) | Рапід (Відень) | 2:1      | 0:1      |

### Перший матч
| 2 червня 1976 |

| Ваккер (Інсбрук) | 2:1      | Рапід (Відень)  |
| ---------------- | -------- | --------------- |
| Конкілія 8', 53' | Протокол | Прегесбауер 81' |

| Тіволі, Інсбрук Глядачів: 8 000 Арбітр: Горст Бруммаєр |

### Повторний матч
| 8 червня 1976 |

| Рапід (Відень) | 1:0      | Ваккер (Інсбрук) |
| -------------- | -------- | ---------------- |
| Павлек 89'     | Протокол |                  |

| Пратерштадіон, Відень Глядачів: 15 000 Арбітр: Еріх Лінемайр |